# Sphoeroides rosenblatti
Sphoeroides rosenblatti es una especie de peces de la familia Tetraodontidae en el orden de los Tetraodontiformes.

## Morfología
Los machos pueden llegar alcanzar los 21,9 cm de longitud total.

## Hábitat
Es un pez de mar de clima tropical y demersal. que vive entre 4-17 m de profundidad.

## Distribución geográfica
Se encuentra en el Pacífico oriental central: Costa Rica y Panamá.

## Observaciones
Es inofensivo para los humanos.